# Ostrów (Gdańsk)

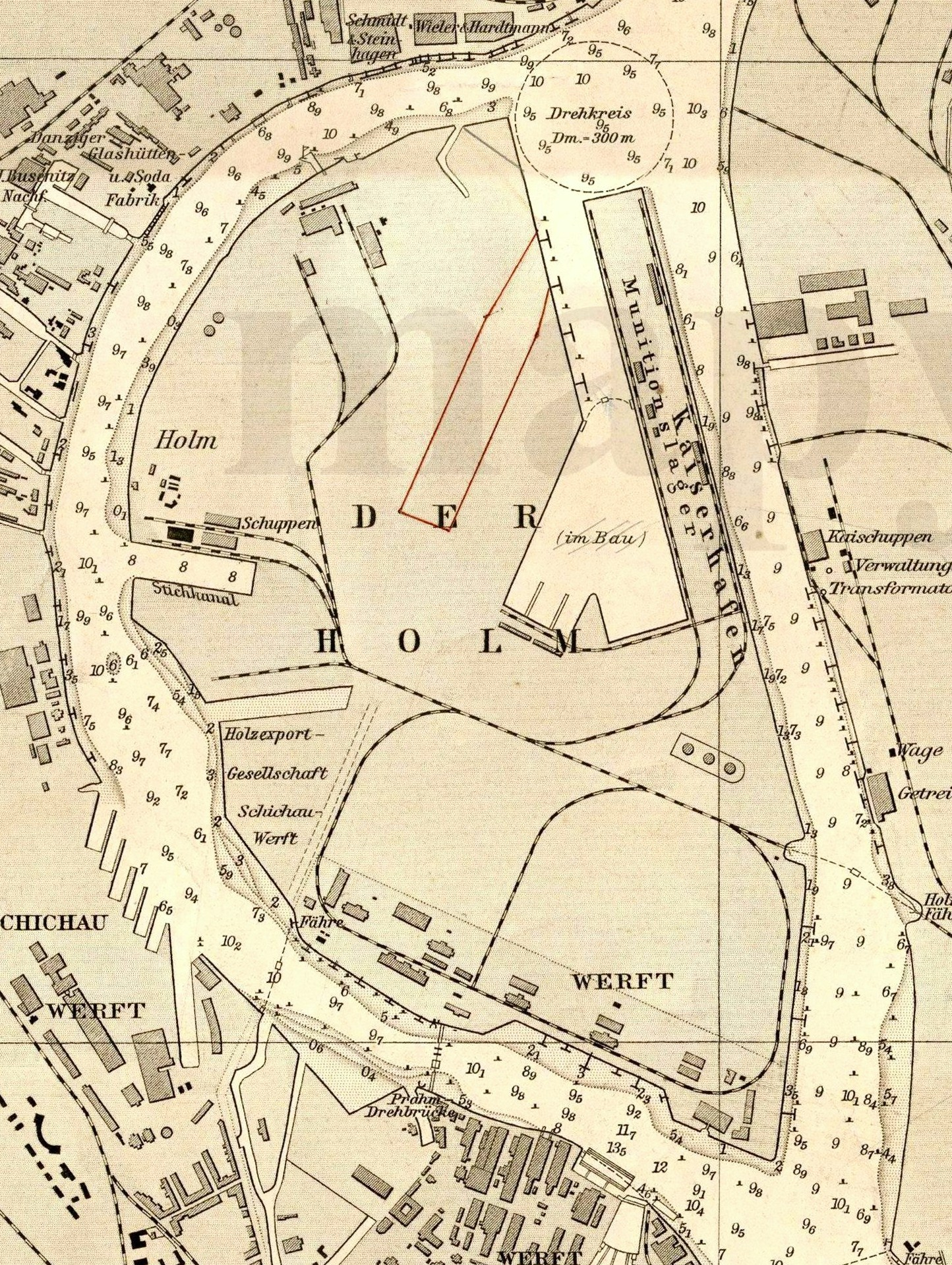
Karte des Holm (1909)

Als Ostrów, auch Wyspa Ostrów (deutsch der Holm) wird eine Insel in der Stadt Gdańsk (Danzig), Woiwodschaft Pommern, Polen, bezeichnet. Wyspa bedeutet auf Polnisch Insel. Noch 1901 konnte man den Holm als Halbinsel oder Teil der Danziger Nehrung ansehen. Heute wird das Bild der Insel von den beiden Werften und ihren Krananlagen, der Stocznia Gdańsk SA  (Werft Danzig) im Südteil und der Gdańska Stocznia Remontowa SA (Reparaturwerft Danzig) im Nordteil geprägt.

## Geschichte
Der Holm (poln. Chełm) wurde in den Jahren 1901–1904 zur Insel, als der schmale Graben der Schuiten Lake zum Danziger Kaiserhafen eingetieft wurde. Schuiten waren die flachgehenden Schiffe der Niederländer, die Teile der Danziger Niederung trockenlegten. Die polnische Bezeichnung war Łacha Szkutnicza (Bootsbau-Lake, 1425 deutsch Bossmanslake), heute heißt der Kaiserhafen Kanał Kaszubski (Kaschubischer Kanal). Er ist 2 km lang und bis zu 230 m breit und kann als künstlicher Arm der Toten Weichsel (Martwą Wisłą) angesehen werden.
Während in den folgenden Jahren im Norden des Holm Hafenbecken angelegt wurden, dehnten sich im Süden die beiden großen Danziger Werften, die Kaiserliche Werft und die Danziger Schichau-Werft über die Weichsel aus. 1895 hatte der Wohnplatz Holm noch 316 Einwohner. Mit Wirkung vom 15. November 1902 wurde die Insel in die Stadtgemeinde Danzig eingemeindet. Auf dem Holm befand sich ein Außenarbeitslager der Marine-Bauleitung des KZ Stutthof.
1949 wurde der neue Name Ostrów festgelegt. Die Insel gehört zum Gdańsker Stadtbezirk Młyniska (Schellmühl). Heute ist Ostrów mit einer Brücke im Westen und einer Pontonbrücke im Süden mit dem Festland verbunden.

## Wirtschaft
- Werft Gdańska Stocznia Remontowa SA, 5 Hafenbecken, 22 Kranen
- Werft Stocznia Gdańsk SA, zehn Kranen